# D'Artagnan

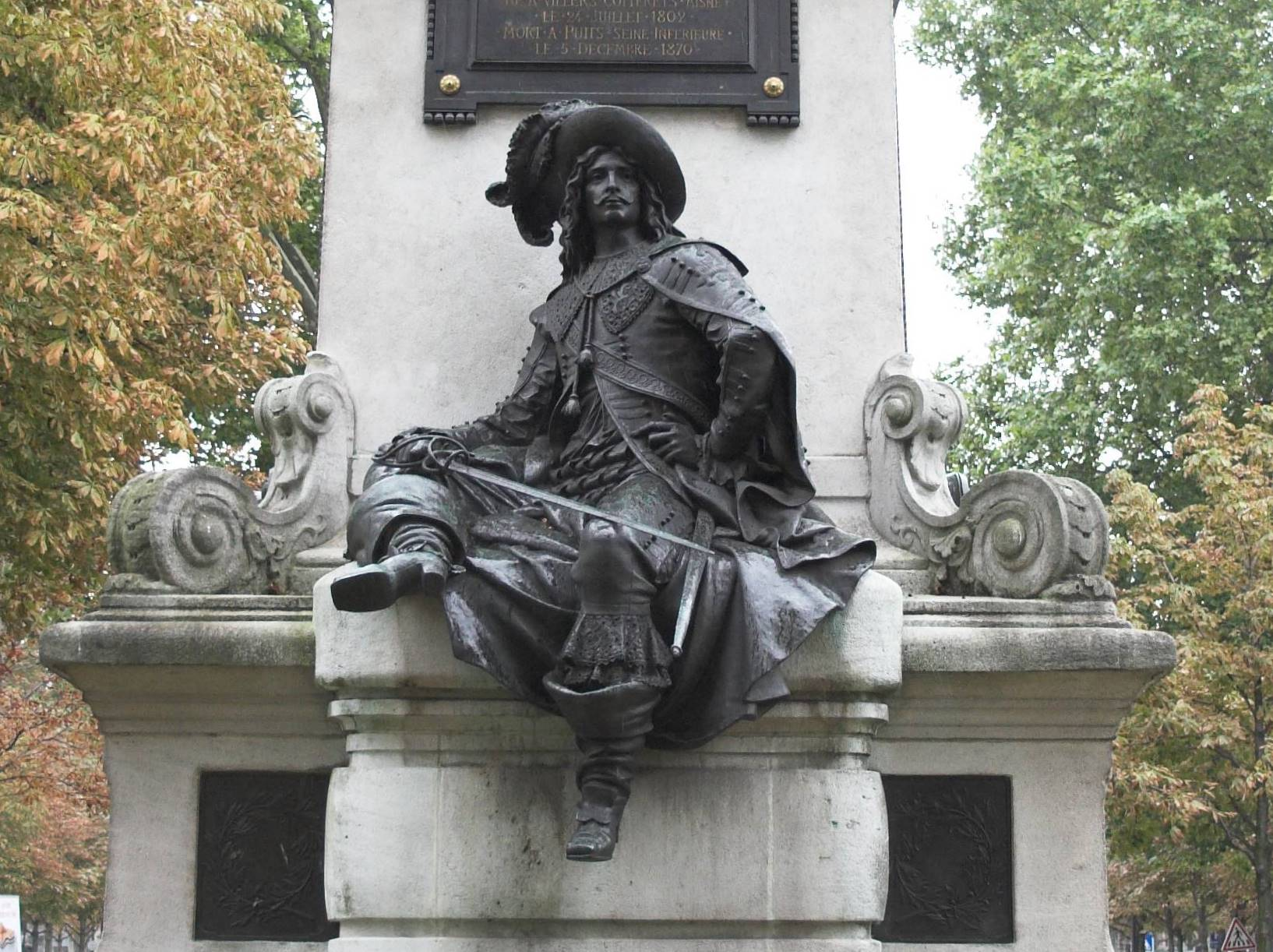
Estàtua de D'Artagnan

D'Artagnan és el nom amb què era més conegut Charles de Batz-Castelmore (Lupiac, 1611?/1616? - Maastricht, 1673), comte d'Artagnan, un famós mosqueter gascó del segle xvii.
Va formar part dels mosqueters de la primera companyia dels anomenats mosqueters grisos (pel color del seu uniforme) o també grans mosqueters, reconstituïda en 1657. Tot i que el seu grau era oficialment de sotstinent, funcionalment feia les tasques corresponents al seu Capità Tinent, Philippe Mancini, nebot del Cardenal Mazzarino. Vivia a l'actual 7è districte de París i freqüentava els salons literaris del barri parisenc del Marais, on va conèixer la seva muller, una vídua rica amb qui va tenir dos fills i de qui es va separar sis anys després del matrimoni. En 1661 va tenir com a missió arrestar en Nicolas Fouquet, a qui va haver d'acompanyar a presons successives i de qui s'havia d'ocupar personalment tot el dia, durant tres anys. Deu anys més tard faria la mateixa feina amb Antonin Nompar de Caumont, el capità de la guàrdia reial. El 1666 va ser nomenat Capitaine des petits chiens du Roi courant le chevreuil i va anar a viure al palau de Versalles. I el 1667 va passar a ser nomenat governador de Lilla, tot i que molt impopular. Va participar en la guerra francoholandesa d'ençà que el rei Lluís XIV de França la va començar, el 1672, fins a la seva mort l'any següent.
Va inspirar un dels protagonistes de les novel·les d'Alexandre Dumas (pare) Els tres mosqueters (1844), Vint anys després (1845) i El vescomte de Bragelonne (1847), un espadatxí gascó que decideix ingressar al cos dels mosqueters. Aquesta va inspirar, al seu torn, la sèrie japonesa de dibuixos animats per a la televisió D'Artacan y los tres mosqueperros, en la qual la majoria de personatges són gossos.